# Corpul 40 Armată rus (1916-1918)
Corpul 40 Armată rus a fost una din marile unități operative ale Armatei Țariste Ruse, participantă la acțiunile militare de pe frontul român, în timpul Primului Război Mondial. În această perioadă, a fost comandat de generalul locotenent Gheorghi Eduardovici Berhman. :p. 183